# Раублинг
Раублинг (нем. Raubling) — община в Германии, в земле Бавария. 
Подчиняется административному округу Верхняя Бавария. Входит в состав района Розенхайм.  Население составляет 11 276 человек (на 31 декабря 2010 года). Занимает площадь 44,20 км².